# Chraplewo (przystanek kolejowy)
Chraplewo – nieczynny przystanek osobowy kolei wąskotorowej w Zygmuntowie, w gminie Lwówek, w powiecie nowotomyskim, w województwie wielkopolskim, w Polsce. Została otwarta w 1886 roku razem z linią z Opalenicy do Lwówka. Linia ta została zamknięta dla ruchu pasażerskiego w 1995 roku. W 2006 rozebrane zostało torowisko.
Przystanek leży tuż przy granicy Zygmuntowa ze wsią Chraplewo.